# Caserne de Faverney
La Caserne de Faverney est un édifice inscrit au titre des monuments historiques situé à Faverney, dans la Haute-Saône.

## Histoire

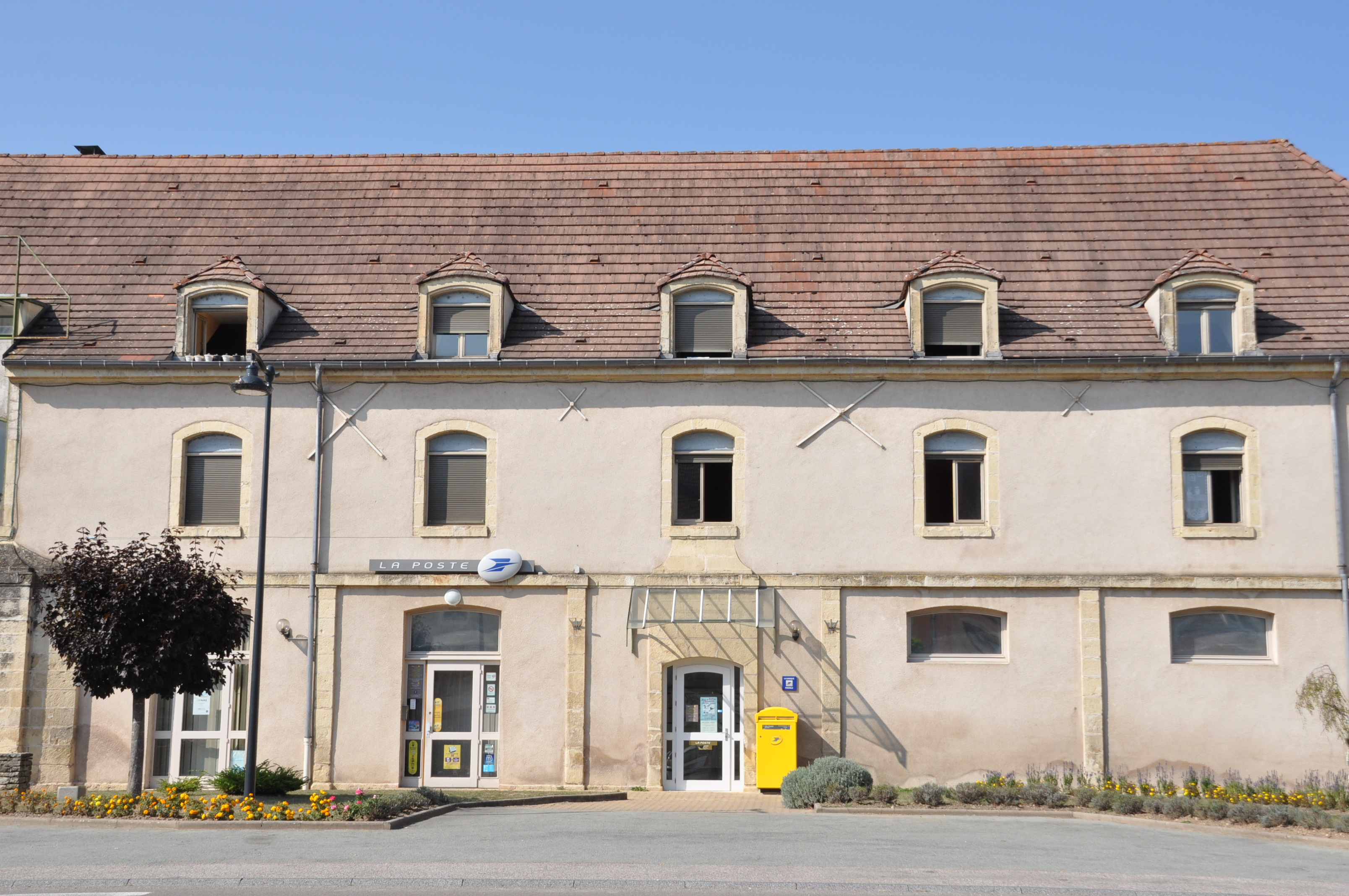

Les façades, toitures et les écuries sont inscrites depuis le 2 septembre 1986. Le bâtiment est construit dans le 3e quart du XVIIIe siècle.